# Roland Demiéville
Pour les articles homonymes, voir Demiéville.
Roland Demiéville est un musicien, chef de chœur, chanteur, pédagogue et enseignant vaudois.

## Biographie
Roland Demiéville obtient son brevet d'instituteur ainsi que le diplôme d'enseignement de la musique au Conservatoire de Lausanne. Il enseigne durant vingt ans dans l'établissement scolaire de Corsier-sur-Vevey. Il y fonde le chœur d'enfants, qu'il dirige jusqu'en 2003 et crée en 1999 le Chœur des jeunes de Corsier-sur-Vevey, suite chronologique du chœur d'enfants. 
Il a enseigné la direction chorale à la haute Ecole de Musique (HEMU) Vaud-Valais-Fribourg et en a été le responsable pédagogique de la filière Musique jusqu'en 2011. Il prend part également aux activités de la Haute école pédagogique (HEP) pour la formation continue des enseignants. Par ailleurs, il fait régulièrement partie, depuis la fin des années 1980, des commissions de préparation des ouvrages scolaires d'enseignement de la musique et en partenariat avec les éditions LEP (Chanson vole en 1996, réimprimé en 2003; Viva voce en 2000). 
La foire aux chansons en 2014 et Le festival des chansons en 2016, deux ouvrages qu'il a entièrement compilé et qui sont désormais livres de chant officiels pour plusieurs cantons romands.
En tant que chanteur, il est baryton dès 1979 au sein du Quatuor du Jaquemart, quatuor d'hommes avec lequel il enregistre plusieurs disques jusqu'au début des années 2000 et donne de nombreux concerts en Suisse et à l'étranger. En 2006, il rejoint le Quatuor du Bourg, jeune quatuor mixte de Fribourg, aux côtés de Myriam Ducret, Sophie Ménetrey et de Marc Agustoni.En tant que chef, il dirige le chœur mixte de Corseaux-sur-Vevey de 1983 à 1992 et fonde en 1992 l'ensemble Couleur Vocale de Saint-Légier qui, dès sa fondation, remporte deux prix à Charmey (1992 et 1995) lors des Rencontres Nationales, ainsi qu'un premier prix décerné par la Radio suisse romande pour une composition de Roland Demiéville et un premier prix du jury et du public lors du concours Cris-en-Thème lors de la Fête cantonale des chanteurs vaudois de Morges (1993). L'ensemble commande en 1994 une œuvre à un compositeur suisse romand, Dominique Gesseney-Rappo, pour la neuvième Schubertiade de Vevey, Le Rondo de Cupidon. En 2001, l'ensemble remporte un diplôme d'or lors du concours choral international de Riva del Garda et participe la même année à l'opérette La Chemise de Jean-François Monot jouée cinq fois au théâtre de Vevey et à Saint-Maurice.Enfin, Roland Demiéville a composé plusieurs œuvres, dont Qui chante son mal pour voix d'hommes, publié en 1986 par les éditions Hug, Sainte nuit, un Noël pour voix mixtes, commande de l'Accroche Choeur de Fribourg et À une femme dédié à l'Ensemble Couleur Vocale pour voix d'hommes et hautbois publié aux éditions Labatiaz.
Roland Demiéville vit aujourd'hui à St-Légier-La Chiésaz et poursuit ses activités pédagogiques et musicales.

## Sources
- « Roland Demiéville », sur la base de données des personnalités vaudoises sur la plateforme « Patrinum » de la Bibliothèque cantonale et universitaire de Lausanne.
- "Le Quatuor du Jaquemart", Senèdes, Artlab, 1996, cote BCUL: DCR 614
- Dubois, B. "Première mondiale pour naissance de la lumière", 24 Heures, 2007/11/08, p. 24
- Boillat, "Requiem pour le chœur du gymnase de Burier", 24 Heures, 2000/04/23, p. 28
- Bloesch, "Couleurs et senteurs animées en musique", 24 Heures, 2006/12/09/, p. 29
- Grabet, "Couleur vocale rend hommage à Hostettler", 24 Heures, 2007/10/01, p. 24
- Salem, "A l'église Saint-François, le public pourra chanter avec l'OCL", 24 Heures, 2007/03/03, p. 26.